# Отворено првенство Катара за мушкарце 2003.
Отворено првенство Катара за мушкарце 2003 (познат и под називом Qatar ExxonMobil Open 2003) је био тениски турнир који је припадао АТП Интернационалној серији у сезони 2003. То је било једанаесто издање турнира који се одржао на тениском комплексу у Дохи у Катару од 30. децембра 2002. — 5. јануара 2003. на тврдој подлози.

## Носиоци
| Држава | Играч               | Позиција1 | Носилац |
| ------ | ------------------- | --------- | ------- |
| ШВА    | Роџер Федерер       | 6         | 1       |
| ШПА    | Алберт Коста        | 9         | 2       |
| МАР    | Јунес ел Ајнауи     | 20        | 3       |
| РУС    | Јевгениј Кафељников | 27        | 4       |
| УК     | Грег Руседски       | 31        | 5       |
| РУС    | Михаил Јужни        | 32        | 6       |
| ФРА    | Никола Ескиде       | 34        | 7       |
| ФРА    | Фабрис Санторо      | 35        | 8       |
| САД    | Џен-Мајкл Гамбил    | 42        | 9       |

- 1 Позиције од 23. децембра 2002.[1]

### Други учесници
Следећи играчи су добили специјалну позивницу за учешће у појединачној конкуренцији:
- Ив Алегро
- Карим Алами
- Султан Халфан

Следећи играчи су ушли на турнир кроз квалификације:
- Маркус Ханчк
- Кристоф Рохус
- Давид Принозил
- Андреас Винчигвера

Следећи играч је ушао у жреб као "срећан губитник":
- Андреј Стољаров

### Повлачења
- Грег Руседски

## Носиоци у конкуренцији парова
| Држава | Играч               | Држава | Играч           | Носиоци |
| ------ | ------------------- | ------ | --------------- | ------- |
| БАХ    | Марк Ноулз          | КАН    | Данијел Нестор  | 1       |
| ЧЕШ    | Мартин Дам          | ЧЕШ    | Цирил Сук       | 2       |
| РУС    | Јевгениј Кафељников | ЧЕШ    | Радек Штјепанек | 3       |
| ФРА    | Жилијен Буте        | ФРА    | Фабрис Санторо  | 4       |

### Други учесници
Следећи играчи су добили специјалну позивницу за учешће у конкуренцији парова:
- Мухамед Абдула/ Амир Ибрахим
- Карим Алами/ Хишам Арази

## Шампиони

### Појединачно
Штефан Коубек је победио  Џен-Мајкл Гамбила са 6:4, 6:4.
- Коубеку је то била једина титула те сезоне и трећа (од три) у каријери.

### Парови
Мартин Дам /  Цирил Сук су победили  Марка Ноулза /  Данијела Нестора са 6:4, 7:6 (10:8).
- Даму је то била прва (од три) титуле те сезоне и 24-та (од 40) у каријери.
- Суку је то била прва (од три) титуле те сезоне и 26-та (од 32) у каријери.